# Балекана, Панапаса
Панапаса Балекана (англ. Panapasa Balekana, 1929−2009) — гражданин Соломоновых Островов, автор музыки и слов (в соавторстве с женой Матилой Балекана) национального гимна страны.

## Биография
Панапаса Балекана родился на острове Кандаву, Фиджи, и в 1953 году переехал на Соломоновы острова, где работал механиком в хозяйственном подразделении правительства страны, которое находилось под контролем британских колониальных властей. На Соломоновых островах Панапаса женился на Матиле, в браке у них было двое детей, сын и дочь.
Панапаса с семьёй жили в Хониаре, в местной церковной общине Панапаса был пастором и руководителем церковного хора.
В преддверии объявления независимости страны, которая была провозглашена 7 июля 1978 года, правительство Соломоновых Островов объявило конкурс на создание национального гимна. Панапаса Балекана с женой решили принять участие в конкурсе и пришли к согласию в том, что новый гимн страны должен иметь форму молитвы. Впоследствии Панапаса заявлял в интервью, что при сочинении гимна ему пришло вдохновение во сне, и после пробуждения они с женой сразу стали писать слова, а он сам — также и музыку гимна. После того, как текст и музыка были написаны, супруги Балекана организовали запись исполнения их произведения церковным хором своей общины, и представили аудиозапись в конкурсную комиссию. Вариант супругов Балекана был признан наилучшим, и 7 июля 1978 года исполнен в качестве национального гимна страны.
Панапаса Балекана продолжал работать механиком в аппарате правительства до 1988 года, после чего возглавил местную компанию — производителя безалкогольных напитков Szetu Enterprise.
В 2000 году, в ходе этнических беспорядков на Соломоновых островах, власти предложили Панапасе с семьёй покинуть страну из соображений безопасности. Панапаса отказался, заявив при этом: «место, где я должен умереть — это мой дом».
Панапаса Балекана до конца жизни руководил церковным хором в своей общине, и после того как он по состоянию здоровья оставил эту работу, его место занял сын.
Панапаса Балекана умер 22 января 2009 года в своем доме в Хендерсоне — селении к востоку от Хониары. Похороны состоялись 26 января и были проведены при участии генерал-губернатора Натаниэля Ваены с супругой, премьер-министра Дерека Сикуа с супругой, спикера парламента Питера Кенилореа с супругой и других представителей высшего руководства страны. Во время траурной церемонии был исполнен национальный гимн.